# Petrarchino

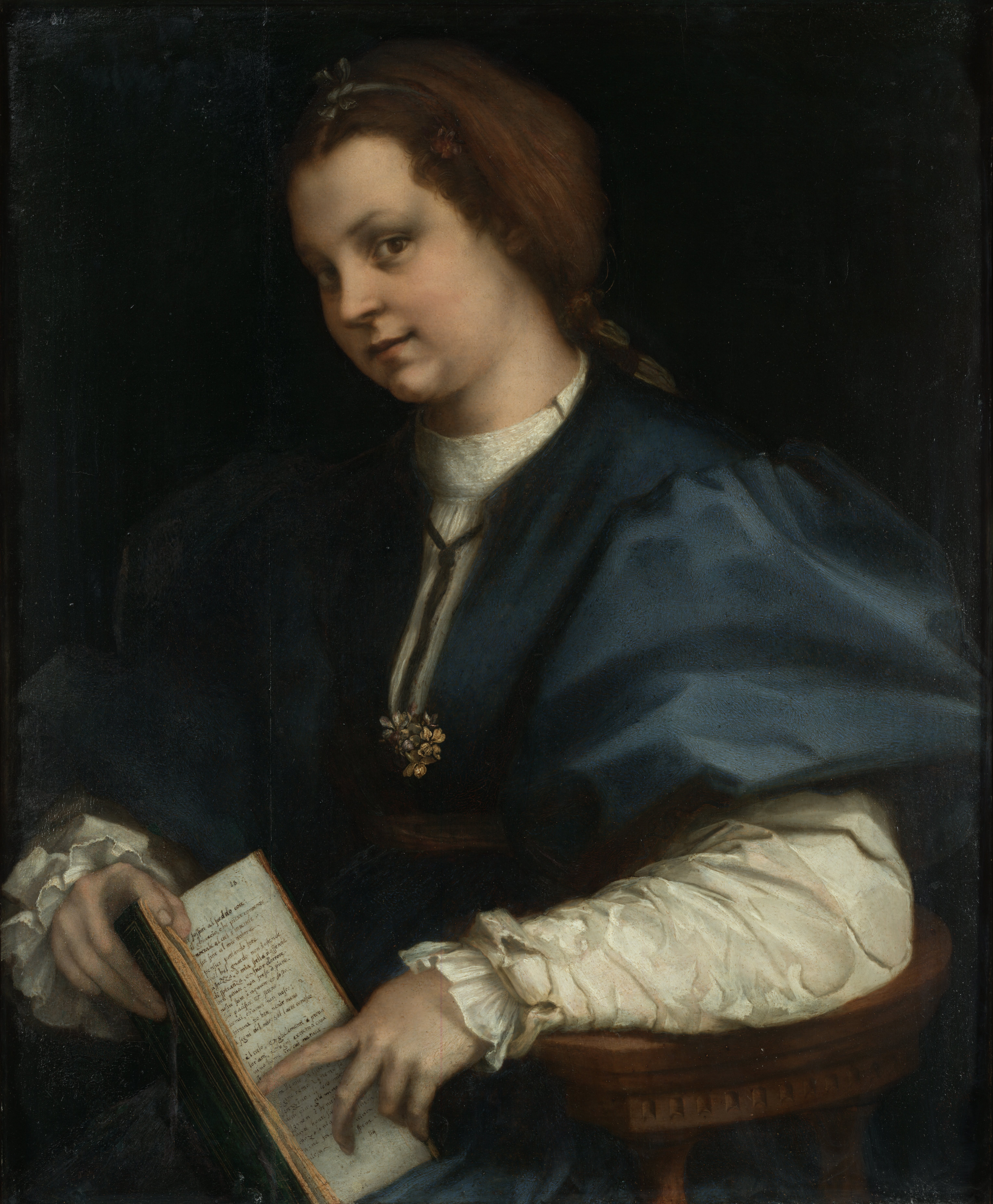
Andrea del Sarto, Dama col Petrarchino

Con il termine petrarchino si intende una qualsiasi edizione cinquecentina in piccolo formato del Canzoniere di Francesco Petrarca. Il petrarchino per eccellenza è la prima edizione aldina, intitolata Le cose volgari di messer Francesco Petrarcha e pubblicata a cura di Pietro Bembo dalla stamperia di Aldo Manuzio a Venezia nel 1501.
L'utilizzo del carattere corsivo, nitido e chiaro, e del formato in ottavo, che rendeva il libro estremamente maneggevole e pratico, contribuì notevolmente alla fortuna di Petrarca nel XVI secolo.
Una raffigurazione di tale precursore dei moderni libri tascabili si ha nel dipinto di Andrea del Sarto conservato nella Galleria degli Uffizi di Firenze ed intitolato appunto Dama col Petrarchino (dove però le dimensioni del libro sono dilatate per far stare su una pagina il testo di due sonetti), oppure nel Ritratto di Laura Battiferri del Bronzino.